# Chaetophiloscia pearsi
Chaetophiloscia pearsi là một loài chân đều trong họ Philosciidae. Loài này được Vandel miêu tả khoa học năm 1953.